# Julia Brownley

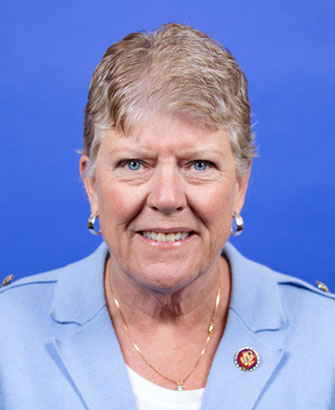
Julia Brownley (2022)

Julia Andrews Brownley (* 28. August 1952 in Aiken, Aiken County, South Carolina) ist eine US-amerikanische Politikerin der Demokratischen Partei. Seit 2013 vertritt sie den 26. Distrikt des Bundesstaats Kalifornien im US-Repräsentantenhaus.

## Privatleben
Julia Brownley studierte bis 1975 am Mount Vernon College (gehört heute zur George Washington University) politische Wissenschaften und schloss es mit einem Bachelor of Arts. Danach besuchte sie bis 1979 die American University, ebenfalls in Washington, D.C. und erlangte dort einen Master of Business Administration. Anschließend arbeitete sie für verschiedene Firmen im Marketingsektor. Gleichzeitig schlug sie in Kalifornien eine politische Laufbahn ein. Zwischen 1994 und 2006 gehörte sie dem Schulausschuss des Bezirks Santa Monica--Malibu an.
Julia Brownley hat zwei erwachsene Kinder und lebt privat in Oak Park (Kalifornien).

## Politik
Sie ist Mitglied der Demokratischen Partei. Von 2006 bis 2012 saß sie als Abgeordnete in der California State Assembly. Dort war sie Mitglied in sechs Ausschüssen.
Bei der Wahl 2012 wurde Brownley im 26. Kongresswahlbezirk Kaliforniens in das US-Repräsentantenhaus in Washington gewählt, wo sie am 3. Januar 2013 die Nachfolge von Timothy David Dreier antrat. Bei der Wahl erhielt sie 52,7 Prozent der Wählerstimmen. Auf ihren republikanischen Gegenkandidaten Tony Strickland entfielen 47,3 Prozent. 2014 wurde sie knapp, 2016 mit über 20 Prozent Vorsprung wiedergewählt. Bei der Wahl 2018 traf sie auf den Schauspieler Antonio Sabato junior, der als Kandidat der Republikaner antrat. Brownley galt als klare Favoritin und konnte die Wahl mit 62 % gewinnen. Im Jahr 2020 besiegte sie die Republikanerin Ronda Kennedy mit 60,6 %.
Die offene Primary (Vorwahl) für die Wahlen 2022 am 7. Juni 2022 konnte sie mit 16 % Vorsprung klar gewinnen. Sie trat dadurch am 8. November gegen Matt Jacobs von der Republikanischen Partei an. Sie konnte die Wahl mit 54,2 % der Stimmen für sich entscheiden und ist dadurch auch im Repräsentantenhaus des 118. Kongresses vertreten. Die Kongresswahl 2024 konnte sie mit 56,1 % für sich entscheiden. Ihre aktuelle, insgesamt siebte Legislaturperiode im Repräsentantenhaus des 119. Kongresses läuft bis zum 3. Januar 2027.

### Ausschüsse
Brownley ist aktuell Mitglied in folgenden Ausschüssen des Repräsentantenhauses:
- Committee on Natural Resources
  - Water, Oceans, and Wildlife
- Committee on Transportation and Infrastructure
  - Aviation
  - Highways and Transit
- Committee on Veterans’ Affairs
  - Health (Vorsitz)
- Select Committee on the Climate Crisis

## Vorfahren
Ihr Ur-urgroßvater Jesse Brownley war ein Sklavenbesitzer, der mindestens drei Sklaven besaß. In einem Interview mit Reuters sagte Brownley, es treffe sie bis ins Mark, als sie erfuhr, dass sich unter denen, die ihre Vorfahren versklavt hatten, ein Kind im Alter von acht Jahren befand. Sie sagte, sie denke bei fast allem, was sie tue und woran sie beteiligt sei, gehe es sicherlich darum, für Gerechtigkeit zu sorgen.